# Barrikadnaïa (métro de Moscou)
Barrikadnaïa (en russe : Баррика́дная et en anglais : Barrikadnaya) est une station de la ligne Tagansko-Krasnopresnenskaïa (ligne 7 mauve) du métro de Moscou, située sur le territoire de l'arrondissement Presnenski dans le district administratif central de Moscou.

## Situation sur le réseau
Établie en souterrain, à 30 mètres sous le niveau du sol, la station Barrikadnaïa est située au point 039+27 de la ligne Tagansko-Krasnopresnenskaïa (ligne 7 mauve), entre les stations Oulitsa 1905 goda (en direction de Planernaïa) et Pouchkinskaïa (en direction de Kotelniki).